# Rie Yasumi

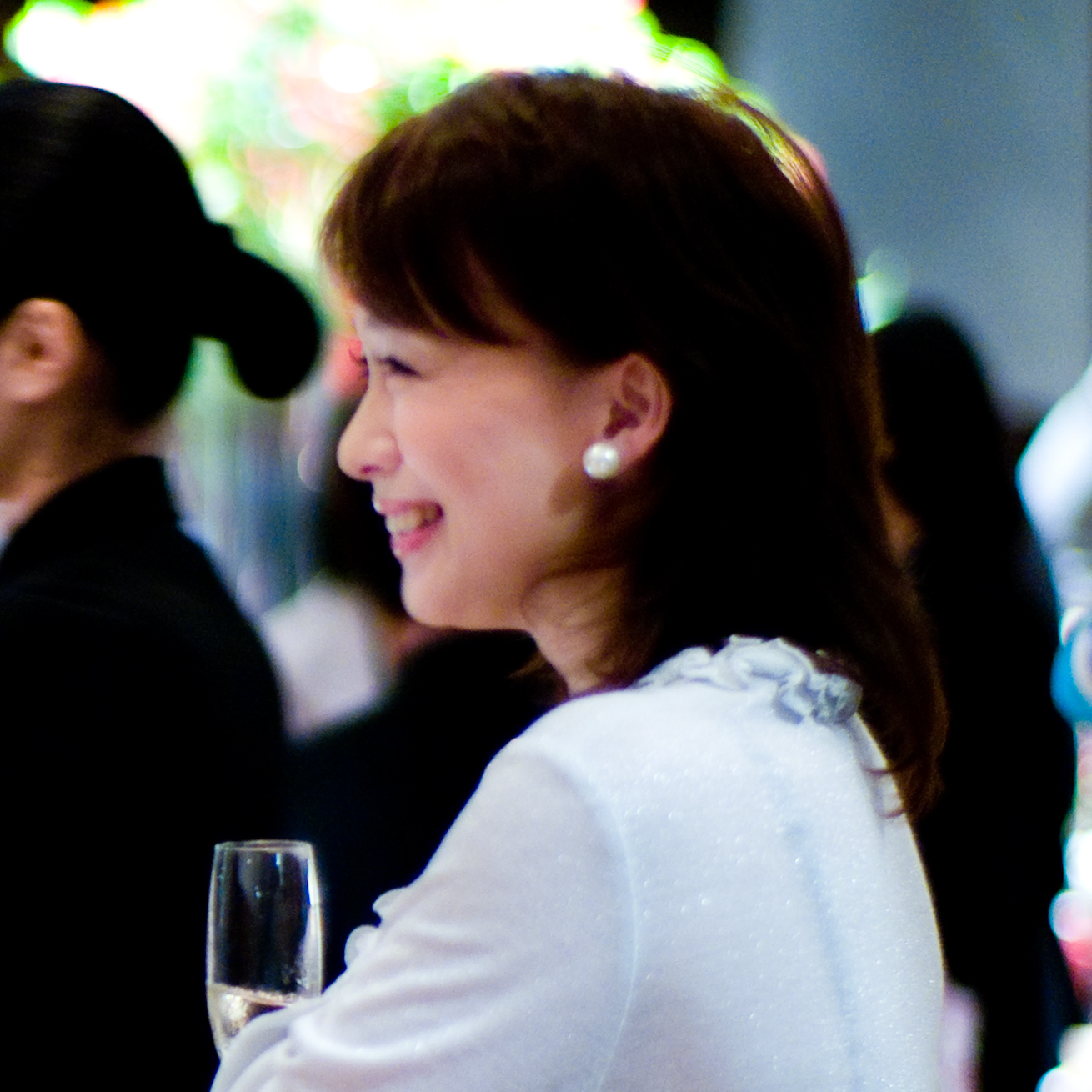
Rie Yasumi, 2007

Rie Yasumi (jap. やすみ りえ, Yasumi Rie, wirklicher Name: Rieko Yasumi (休 理英子, Yasumi Rieko); * 1. März 1972 in Kobe) ist eine japanische Senryū-Dichterin. Sie studierte an der Ōtemae-Universität.

## Werke
- 2001: Heibon na usagi (平凡な兎), ISBN 978-4-89008-284-1
- 2001: Yasumi Rie no totteoki senryū dōjō (やすみりえのとっておき川柳道場), ISBN 978-4-88854-415-3
- 2005: Yasumi Rie no tokimeki senryū (やすみりえのトキメキ川柳), ISBN 978-4-88854-423-8
- 2006: Happy End no sasete kurenai kamisama ne (ハッピーエンドにさせてくれない神様ね), ISBN 978-4-86044-283-5
- 2012: 50-sai kara hajimeru haiku, senryū, tanka no kyōkasho (50歳からはじめる俳句・川柳・短歌の教科書), ISBN 978-4-8069-1273-6, zusammen mit Toshiki Bōjō und Naoko Higashi
- 2014: Meshimase, senryū (召しませ、川柳), ISBN 978-4-86044-553-9